# آلن فورست
آلن فورست (انگلیسی: Allan Forrest; ۱ سپتامبر ۱۸۸۵ – ۲۵ ژوئیهٔ ۱۹۴۱) بازیگر سینما اهل ایالات متحده آمریکا بود.
از فیلم‌ها یا برنامه‌های تلویزیونی که وی در آن نقش داشته‌است می‌توان به دلبر و دغل اشاره کرد.